# Lunanai (EP)
Lunanai je prvi extended play slovenske alternativne rock skupine Siddharta, izdan leta 2000. Prva pesem, pri kateri kot gost nastopa tudi slovenski kantavtor Vlado Kreslin, je bila posneta v živo na podelitvi viktorjev leta 2000.

## Seznam pesmi
Vse pesmi je napisal in uglasbil Tomi Meglič.
| Št.             | Naslov                                          | Dolžina |
| --------------- | ----------------------------------------------- | ------- |
| 1.              | „Lunanai‟ (verzija v živo, feat. Vlado Kreslin) | 4:08    |
| 2.              | „Lunanai‟ (albumska verzija)                    | 4:05    |
| 3.              | „L.E.‟ (verzija v živo)                         | 5:35    |
| 4.              | „Farmer‟ (verzija v živo)                       | 3:21    |
| 5.              | „Stipe‟ (verzija v živo)                        | 3:02    |
| Skupna dolžina: | Skupna dolžina:                                 | 20:11   |

## Zasedba

### Siddharta
- Tomi Meglič - vokal, kitara
- Primož Benko - kitara
- Boštjan Meglič - bobni
- Cene Resnik - saksofon
- Primož Majerič - bas kitara
- Tomaž Okroglič Rous - klaviature

### Dodatni glasbeniki
- Boško Bursač - posnetek pesmi L.E., Farmer in Stipe (posneto 17. marca 2000 v Domžalah)[1]
- Vlado Kreslin - vokal na pesmi št. 1